# Þingeyjarsveit
Þingeyjarsveit es un municipio del norte de Islandia.  

## Población
Su población es de 686 habitantes, según el censo de 2011, para una densidad de 0,12 habitantes por kilómetro cuadrado.

## Territorio
Tiene un área de 12.021 kilómetros cuadrados. Se encuentra en la zona central de la región de Norðurland Eystra y en el condado de Suður-Þingeyjarsýsla. En términos de extensión, es el quinto de Islandia.

## Geografía
Al norte, tiene salida al mar en la bahía de Skjálfandi, y al oeste por el fiordo Eyjafjörður. Al suroriente limita con el glaciar Vatnajökull.
Þingeyjarsveit alberga el bosque de abedules Vaglaskógur, uno de los mayores de toda Islandia. También la cascada Goðafoss, del río Skjálfandafljót, que atraviesa su territorio.